# Giro delle Fiandre femminile 2022
Il Giro delle Fiandre femminile 2022, diciannovesima edizione della corsa e valevole come sesta prova dell'UCI Women's World Tour 2022 categoria 1.WWT, si svolse il 3 aprile 2022 su un percorso di 158,6 km, con partenza e arrivo da Oudenaarde, in Belgio. La vittoria fu appannaggio della belga Lotte Kopecky, la quale completò il percorso in 4h11'21", alla media di 37,860 km/h, precedendo le olandesi Annemiek van Vleuten e Chantal Blaak.
Sul traguardo di Oudenaarde 103 cicliste, su 139 partiti dalla medesima località, portarono a termine la competizione.

## Squadre e corridori partecipanti
| N.      | Cod. | Squadra                       |
| ------- | ---- | ----------------------------- |
| 1-6     | MOV  | Movistar Team Women           |
| 11-16   | TFS  | Trek-Segafredo                |
| 21-26   | SDW  | Team SD Worx                  |
| 31-36   | TJV  | Team Jumbo-Visma              |
| 41-46   | CSR  | Canyon-SRAM Racing            |
| 51-56   | TIB  | EF Education-Tibco-SVB        |
| 61-66   | FDJ  | FDJ Nouvelle-Aquitaine        |
| 71-76   | HPW  | Human Powered Health          |
| 81-86   | LIV  | Liv Racing Xstra              |
| 92-96   | CGS  | Roland Cogeas Edelweiss Squad |
| 101-106 | BEX  | Team BikeExchange-Jayco       |
| 111-116 | DSM  | Team DSM                      |

| N.      | Cod. | Squadra                    |
| ------- | ---- | -------------------------- |
| 121-126 | UAD  | UAE Team ADQ               |
| 131-136 | UXT  | Uno-X Pro Cycling Team     |
| 141-146 | WNT  | Ceratizit-WNT Pro Cycling  |
| 151-156 | PHV  | Parkhotel Valkenburg       |
| 161-166 | VAL  | Valcar-Travel & Service    |
| 171-175 | BCV  | Bingoal Casino-Chevalmeire |
| 181-186 | LEW  | Le Col-Wahoo               |
| 191-196 | LSL  | Lotto-Soudal Ladies        |
| 201-206 | MAT  | Massi-Tactic Women Team    |
| 211-216 | MUL  | Multum Accountants Ladies  |
| 221-226 | AGI  | AG Insurance-NXTG Team     |
| 231-236 | PLP  | Plantur-Pura               |

## Ordine d'arrivo (Top 10)
| Pos. | Corridore             | Squadra  | Tempo    |
| ---- | --------------------- | -------- | -------- |
| 1    | Lotte Kopecky         | SD Worx  | 4h11'21" |
| 2    | Annemiek van Vleuten  | Movistar | s.t.     |
| 3    | Chantal van den Broek | SD Worx  | a 2"     |
| 4    | Arlenis Sierra        | Movistar | a 40"    |
| 5    | Marlen Reusser        | SD Worx  | s.t.     |
| 6    | Cecilie Uttrup Ludwig | FDJ      | s.t.     |
| 7    | Grace Brown           | FDJ      | s.t.     |
| 8    | Katarzyna Niewiadoma  | Canyon   | s.t.     |
| 9    | Brodie Chapman        | FDJ      | a 42"    |
| 10   | Marta Bastianelli     | UAE      | a 1'10"  |